# Festa Nacional do Marreco
A Festa Nacional do Marreco (Fenarreco) é uma festa de tradição alemã realizada anualmente no mês de outubro no município de Brusque, no estado brasileiro de Santa Catarina. Foi criada em 1986 e sua edição de 2009 recebeu mais de 100 mil visitantes.